# MC Yankoo
MC Yankoo (транскр.  Ем-си Јанко), рођен као Александар Јанковић (Беч, 27. август 1981), српски је музичар из Аустрије.

## Каријера
Његов први уговор са 17 година био је неуспешан. Даљи наступи на балканској сцени уследили су под именом Салекс (Salex). Године 2004. са својом групом LDT био је на турнеји кроз Италију, Аустрију и Немачку. Од 2008. снимао је песме са Ем-Си Стојаном и постајао све популарнији; следили су хитови Твоје танге (2010), Ја волим Балкан (2011; плесни хит са Дадом Полументом и Ди-џеј Млађом поред Ем-Си Стојана и њега), Каква гуза (2011). Песма Не зови ме (2011) досегла је позицију 10 на чарту iTunes Dance. Један од првих препознатих хитова му је Shake 3x, сарадња са Ренеом Родригезом и Ди-џеј Антоаном из 2012. тада уврштена на аустријску листу Ö3 Austria Top 40 (позиција 31); на немачкој топ-листи ова песма је досегла 63. место; има још четири песме на аустријској топ-листи (Loca 44, We Let It Burn 48, Around the World 15, I’m Coming for Your Soul 57). Године 2012. снимио је и летњи хит Loca са Ди-џеј Млађом. Године 2014, имао је сарадњу са српском певачицом Милицом Тодоровић; настао је хит Моје злато, први музички видео (спот) из Србије који је досегао 100 милиона прегледа на Јутјубу.
Године 2009. године основао је сопствену музичку кућу Јанко мјузик (Yankoo Music).

## Дискографија
Синглови
- We Like to (2010)
- Твоје танге (2010)
- ’Ајмо (2010)
- Не зови ме [feat Ди-џеј Млађа] (2011)
- Јој јој јој (2011)
- Ја волим Балкан [feat Дадо Полумента, Ди-џеј Млађа & Ем-Си Стојан] (2011)
- Sexy Shake (2011)
- Balkan Shit [feat Ди-џеј Млађа] (2011)
- Слатка мала (2011)
- Ти ниси права жена [feat Дадо Полумента] (2011)
- Каква гуза [feat Ем-Си Стојан] (2011)
- Shake 3x (2012)
- Луда ноћ [feat Оља Карлеуша] (2012)
- Loca [feat Ди-џеј Млађа] (2012)
- Afterparty [feat Ша] (2012)
- I Can't Get Enough (2012)
- Слатка мала вештица [feat Дарко Лазић] (2012)
- We Let It Burn (2013)
- Ожиљак [feat Мухарем Реџепи] (2013)
- Брате мој (2013)
- Chica Mia (2013)
- Ружа [feat Ин виво] (2013)
- Звук [feat Андреа] (2013)
- Музика [feat Ша] (2014)
- Heart for Orient (2014)
- Палим клуб [feat Дарко Лазић] (2014)
- Секси дупе [feat Цвија] (2014)
- Увек кад попијем [feat Ди-џеј Шоне & Дара Бубамара] (2014)
- Around the World (2014)
- Моје злато [feat Милица Тодоровић] (2014)
- Далек пут (2014)
- Can't Touch This (2015)
- Није није (2015)
- Drunk in Bangkok (2015)
- I’m Coming for Your Soul (2015)
- Брате (Nove Nike brate) (2016)
- Године (2016)
- Grand Slam [feat Rene Rodrigezz & Merel Koman] (2016)
- Drop It Low (2016)
- Љуби ме будало [feat Милица Тодоровић] (2017)
- Мој град (2017)
- Абу Даби [feat Цвија] (2017)
- Црна удовица (2017)
- Гас (2017)
- Go your way (2017)
- 64 (2017)
- Ти одлазиш ја остајем [feat Дина] (2018)
- Франкфурт Беч (2018)
- 2110 (2018)
- Нека гори све (2018)
- Balkan Mädchen (2018)
- Иста си ко све [feat Цвија] (2019)
- Fake (2019)
- Ma Bella (2019)
- Она би то [feat Цвија] (2019)
- Амајлија (2019)
- Ноћне краљице (2019)
- Све жене воле [feat Ем-Си Стојан] (2019)
- Нека траје [feat Александра Матрикс] (2019)
- Балкан сан [feat Конект] (2020)
- Теленовела [feat Луна Ђогани] (2020)[1]
- Suga Suga [feat Ди-џеј Боби Б. и Џеки Џек] (2020)
- Baby Tranquilo [feat Ди-џеј Боби Б., Џеки Џек и Сашка Јанкс] (2020)
- Bestseller (2021)
- Balkaner in Alemania (2021)
- Chica Chica (2021)
- Rompe Diskotheka (2021)
- MAMA MIA (2021)
- Синоћ се пило (2022)
- Mash Up [feat Еџеј] (2022)
- Made in Balkan (2022)
- Трошим паре [feat Хај Бебо и Џеки Џек] (2022)
- Шики Мики [feat Хај Бебо] (2022)

Албуми
- Sexy Selection (2011)
- Electro Hypes Vol. 1 (2013)
- Electro Hypes 3 (2015)
- iDance 11 (2015)
- Push Play for Electro 3 (2015)